# 白銀大火
白銀大火（しろがねたいか）とは、1961年（昭和36年）5月29日午後11時40分ごろ、青森県八戸市白銀町で発生した大火である。白銀町大火ともいう。
放火事件から拡大して大火災害となった事例である。

## 概要

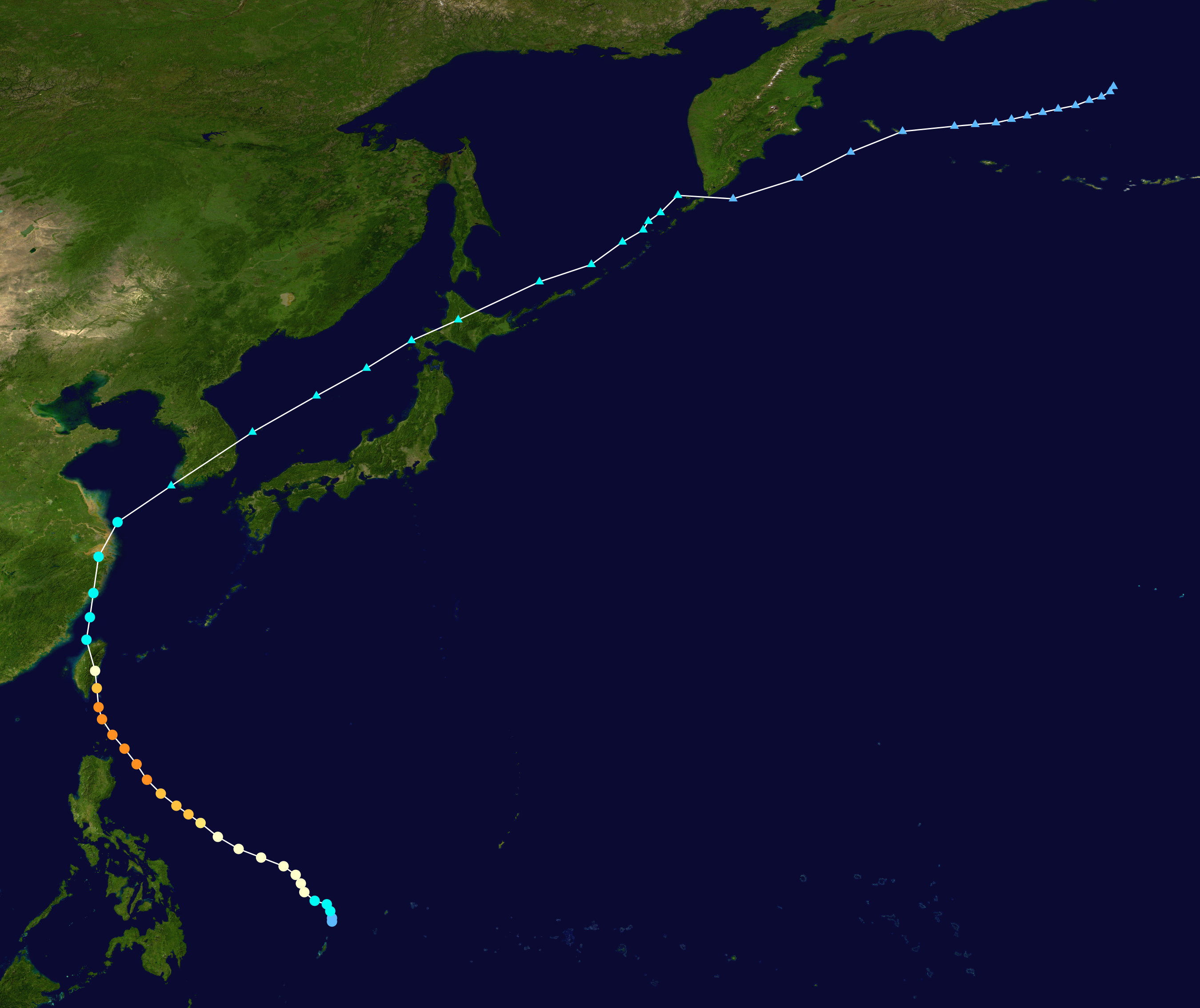
台風4号の進路図

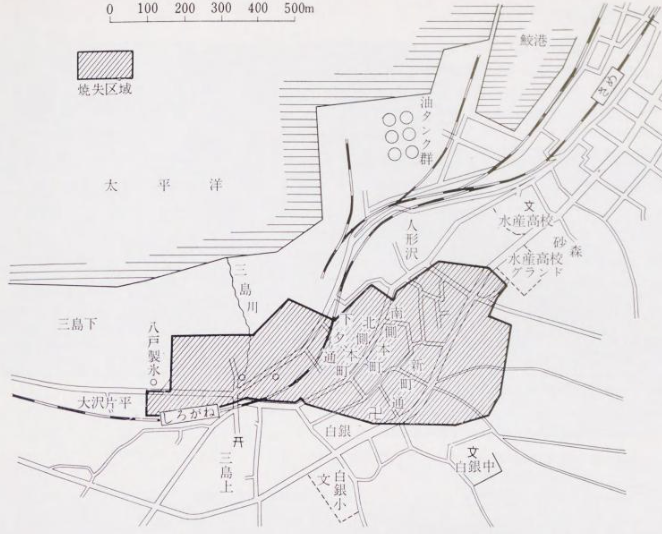
白銀大火の範囲

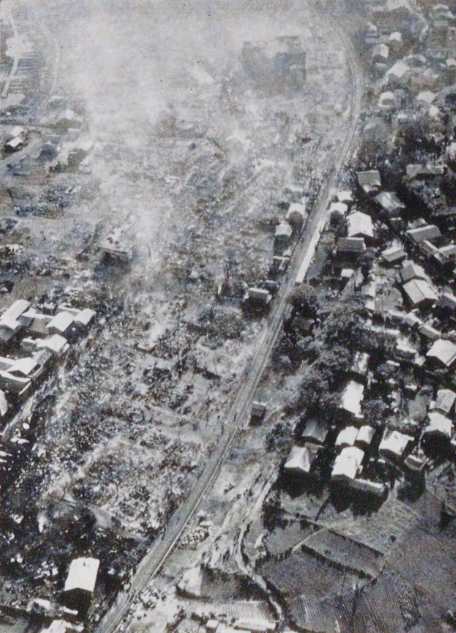
大火当時の写真

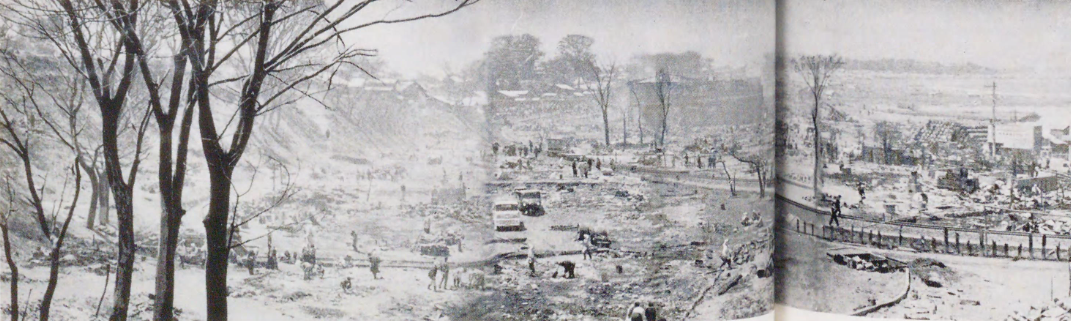
焦土と化した白銀町

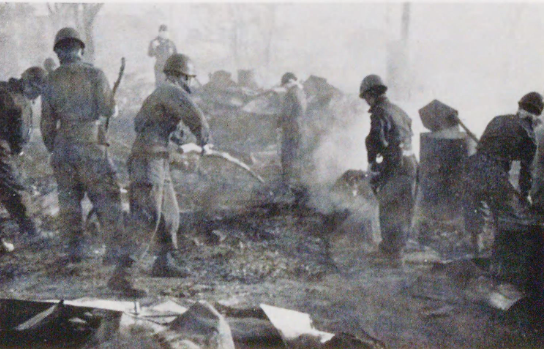
活躍する消防隊員達

1961年（昭和36年）5月29日午後11時40分ごろ、同町大沢片平、水産加工業清水留吉方物置小屋付近から放火により出火、台風4号から変わった温帯低気圧の影響で35mの強風に煽られ、白銀町から鮫地区まで延焼した。
同日の八戸市では、新築中であった八戸市立第三中学校の倒壊に始まり、市内各地で強風による被害が多く発生した。八戸測候所によると、午後4時36分に最大風速の21.7m、同時刻に最大瞬間風速の37.4m/sを観測し当時としては開所以来3番目の風速となった。これを受けて八戸市は、暴風対策本部を午後5時に設置した。午後11時29分に暴風警報が解除され、暴風対策本部も解散した。この強風による死者は2名である。

### 被害状況
午前2時ごろ東風にかわり、火は三島神社下から八戸線をまたぎ、白銀中学校の手前から八戸水産高校グラウンドまで達し、5時間に渡って延焼が続き、出火場所から鮫に県道を挟んで長さ1500m、幅200m、約30万m2を消失し、戦後最大級の災害となった。この火災による被害は、住家・非住家併せて700棟、1000世帯が全焼、被災者4147人、損害額は25億円（現在の価値で100億円）に上った。この火災により、白銀町の全戸数のうち70%が消失した。
被害を拡大させた要因としては、強風以外にもいくつかの悪条件が重なってしまったとされている。
- 火災通報の遅延
  - 第一発見者や周囲の人が避難や家財の搬出に追われ、初期消火を行っていなかった。実際に、出火時刻は1961年5月29日の午後11時40分ごろとされているが、通報があったのは出火から12分後の午後11時52分で通報者は八戸市消防団第5分団第2班屯所の団員であった。暴風警報が解除され、対策本部も解散したことからホッとして外に出たところ、火が上がっていることを確認して通報に至った。一方で地域住民からの通報は無かった。また、午後11時45分ごろには白銀方面の空が明るいことを認知しており、消防本部では火災が起きているかどうか確認を急いでいた最中であった。
- 防火線を張る所が無かった
- 道路が狭くて、消火活動が思うようにできなかった

前年のチリ地震津波から1年しか経っていないこともあり、大多数の住民は津波被害も経験していたことから「火の津波」とも称された。当時の住民の証言によると、火災の熱でお風呂が沸いたとも言われている。
八戸警察署は鎮火後の実況見分で火の気がなく不審火であったと発表し、すぐに放火事件の線で捜査を始め、青森県警察本部も捜査員を派遣した。後に逮捕された犯人は私情の縺れから放火に至ったとしている。
強風による被害では前述のとおり死者が出たが、火災による被害では死者は一人も出なかった。

### 復興事業
当時の八戸市議会議長が職務のため東京に向かっていた途中の水戸で報告を受けて、そのまま東京に向かったため東京の青森県出張所とも早急に調整がつき、当時衆議院青森第1区選出の三浦一雄代議士も岩岡徳兵衛八戸市長（当時）から連絡を受けていたこともあって、農林省（現:農林水産省）、建設省（現:国土交通省）による調査団派遣もスムーズに行われた。
八戸市は「燃えない街づくりを推進する」国・県・市の復興計画と結びつき、都市計画道路、計画街路、遊園地、緑地帯などふんだんに取り入れた街として生まれ変わった。復興事業では青森労災病院などの国公立病院、八戸工業大学第一高等学校や、光星学院高校、八戸北高校などの公私立高校の新設、理想的住宅団地を目指した白銀台団地・岬台団地の造成などを計画的に行い著しく発展した。

### その他
当時の八戸市消防長によると、「ここ（白銀地区）を整備すれば神戸以上の商業都市ができるが、火災になるとおっかない」という忠告を東京大学の藤田博士から大火前に受けていた中で発生した。

## 関連する災害
同日には岩手県田老町（当時、現：宮古市）でも「三陸大火」「三陸フェーン大火」と呼ばれる大規模火災が発生している（一部の初期報道やのちの出版資料等では白銀大火と三陸大火を混同、または両大火を「三陸大火」と総称している例がみられる）。